# Getrapte verkiezingen
Getrapte verkiezingen zijn verkiezingen waarbij het volk een vertegenwoordiging kiest en de vertegenwoordiging vervolgens weer vertegenwoordigers kiest.
Voorbeelden van getrapte verkiezingen zijn:
- In Nederland worden de leden van de Eerste Kamer gekozen door de rechtstreeks gekozen leden van de Provinciale Staten en (na de Grondwetswijziging van 2017) vanaf 2019 ook door de leden van het Kiescollege voor de Eerste Kamer in Caribisch Nederland en (na de Grondwetswijziging van 2022) vanaf 2023 door de leden van het Kiescollege voor de Eerste Kamer namens niet-ingezetenen in buitenland.
- Ook de Franse Senaat, de Duitse Bondsraad en andere senaten worden getrapt gekozen. Dit gebeurt om een evenwichtige vertegenwoordiging van de regio's te bevorderen.
- De Nederlandse regering heeft een voorstel ingediend om vanaf 2014 de algemene besturen van de waterschappen te laten kiezen door de gemeenteraadsleden van de inliggende gemeenten.
- In de Verenigde Staten wordt de president gekozen door de kiesmannen.